# Bój pod Uniejowem
Bój pod Uniejowem – walki Grupy Operacyjnej Kawalerii gen. Grzmota-Skotnickiego w kampanii wrześniowej; część bitwy nad Bzurą (I faza).

## Sytuacja ogólna
5 września Naczelny Wódz zarządził ogólny odwrót wojsk polskich na linię Narwi, Wisły i Sanu. Późnym wieczorem 6 września związki taktyczne Armii „Poznań” rozpoczęły odwrót w kierunku Warszawy. Obawiano się, że niemieckie dywizje zmotoryzowane szybciej osiągną linię Wisły i zablokują wojska Armii „Poznań” i Armii „Pomorze” na zachód od rzeki. 9 września rozpoczęła się największa bitwa kampanii wrześniowej – bitwa nad Bzurą. W jej pierwszej fazie jednostki polskie zaatakowały z powodzeniem maszerującą wzdłuż prawego brzegu Bzury niemiecką 30 Dywizję Piechoty.

Grupa Operacyjna gen. Knolla-Kownackiego uderzyła na kierunku wiodącym przez Krośniewice do Brzezin. Jej 25 Dywizja Piechoty miała opanować Łęczycę, a następnie wyjść w rejon Ozorkowa.
Działająca na prawym skrzydle 25 Dywizji Piechoty Grupa Operacyjna  Kawalerii gen. Grzmota-Skotnickiego w tym samym czasie rozpoczęła natarcie na Uniejów, Wartkowice i Parzęczew.

## Planowanie działań GO Kawalerii
9 września GO Kawalerii, rozmieszczona na północ od Dąbia, przygotowywała się do natarcia. Otrzymany ze sztabu Armii „Poznań” rozkaz operacyjny nakazywał uderzenie przez Wartkowice–Parzęczew na tyły przeciwnika, na którego frontalnie miała nacierać 25 Dywizja Piechoty. Gen. Stanisław Grzmot-Skotnicki początkowo zamierzał odrzucić nieprzyjaciela, który zamykał drogę na południe od Dąbia, a następnie całością sił uchwycić rejon Wartkowic i stąd atakować na Parzęczew–Ozorków. Jednak nowa ocena sił niemieckich spowodowała, że dowódca GO Kawalerii zmienił swą decyzję i postanowił częścią sił ubezpieczyć się z kierunku Turka, zapewniając reszcie grupy swobodę działania na południowy wschód.
Zgodnie nową decyzją zredagowano rozkazy dla oddziałów:
- 7 batalion strzelców mjr. Józefa Szula miał opanować las Rożniatów, zabezpieczając przeprawę z Dąbia przez Ner,
- 6 pułk Ułanów Kaniowskich płk. Stefana Liszki natarciem nocnym miał zdobyć Uniejów i ubezpieczyć wejście do walki pozostałych sił Grupy działających na Wartkowice,
- reszta GO Kawalerii miała wyruszyć w nocy wprost na Wartkowice i opanować ten rejon jako podstawę do dalszego działania na południowy wschód.

## Natarcie grupy operacyjnej

### Zdobycie Uniejowa
Natarcie GO Kawalerii gen. Grzmota-Skotnickiego rozpoczął 7 batalion strzelców. Wyruszył on o 18.00 z Dąbia i nie napotykając oporu zajął do 22.00 las Rożniatów i zabezpieczył przeprawy przez Ner. W tym też czasie na kierunku Uniejowa prowadził działania rozpoznawcze szwadron kolarzy Podolskiej Brygady Kawalerii. Pod Uniejowem wpadł w zasadzkę i w zasadzie przestał istnieć jako jednostka bojowa. Idący za nim 6 pułk ułanów, wzmocniony 1/6 dywizjonu artylerii konnej kpt. Mieczysława Płodowskiego, nie mógł już wykorzystać waloru zaskoczenia. Trudności z łącznością spowodowały, że pułk do natarcia wyszedł po 22.00. Dopiero przed północą przekroczył on most na Nerze w Dąbiu, a o 1.00 dotarł na wysokość kolonii Orzeszków. Tu dowódca pułku zdecydował się na klasyczne natarcie. 3 szwadron rtm. Stanisława Hellera miał nacierać wzdłuż drogi Dąbie–Uniejów, a 2 szwadron rtm. Józefa Staniszewskiego wzdłuż Warty przez Kościelnicę. Pozostałe szwadrony miały wykonać manewr obejścia.
Posuwający się na prawym skrzydle 2 szwadron rtm. Józefa Staniszewskiego nie spotkał się początkowo z większym oporem i po spędzeniu z północnego skraju Kościelnicy placówki niemieckiej, dotarł do pierwszych zabudowań Uniejowa. Natarcie 3 szwadronu zaległo po wyjściu z lasu pod silnym ogniem ckm prowadzonym z cmentarza panującego nad otwartym terenem otaczającym Uniejów od północy. Reagując na zmieniającą się sytuację, dowódca pułku wprowadził do walki 1 szwadron i nakazał przejść przez Brzeziny do Felicjanowa i uderzyć na Uniejów od północnego wschodu. Dzięki skutecznemu wsparciu artylerii, natarcie 3. i 1 szwadronu zakończyło się sukcesem i ułani weszli do miasta od wschodu. Chwilę później 2 szwadron dotarł do mostu i odciął Niemcom odwrót na zachodni brzeg Warty. Niemcy, pozostawiając wielu zabitych, rannych i dużo sprzętu, wycofali się bezładnie na południe, a część na zachód, wpław przez Wartę.

Oczyszczanie miasta z niedobitków trwało do 8.00 10 września. Wtedy to dowódca 6 pułku płk Stefan Liszko przystąpił do organizowania obrony na linii Warty oraz wzdłuż południowego skraju miasta. W rejon obrony przyjechał też 62 dywizjon pancerny por. Włodzimierz Sieniuta.

### Kontynuacja natarcia

Bitwa nad Bzurą (10 września)

Kontynuując natarcie, dowódca Podolskiej Brygady Kawalerii płk dypl. Leon Strzelecki postanowił wysłać do Wartkowic 14 pułk ułanów płk Edwarda Godlewskiego, wzmocniony 2/6 dywizjonu artylerii konnej kpt. Zbigniewa Wiszniewskiego, natomiast 9 pułk ułanów ppłk dypl. Klemensa Rudnickiego, z 3/6 dak kpt. Rudolfa Jocha, skierować do lasu na wschód od Poddębic, z zadaniem rozpoznania przeciwnika i opóźniania go, gdyby szedł w kierunku Wartkowic.
Realizujący rozkaz 14 pułk ułanów we wczesnych godzinach rannych podszedł pod Wartkowice i uderzeniem z marszu 3 szwadronu por. Mariana Walickiego opanował je, a ulokowany tam niemiecki pododdział logistyczny, obsługujący duży skład żywnościowy, został całkowicie rozbity. W okolicach dworu Gostków, na skrzyżowaniu dróg: Poddębice–Łęczyca i Ozorków–Uniejów 4 szwadron rtm. Józefa Bokoty zorganizował zasadzkę i wyłapywał niemieckie pojazdy, których załogi, nieświadome niebezpieczeństwa, wjeżdżały do tej miejscowości.
9 pułk ułanów z 3/6 dak maszerował na Poddębice. Przy przekraczaniu szosy Uniejów–Wartkowice zdobył kilka niemieckich samochodów z zaopatrzeniem, a w dalszej drodze niszczył niewielkie pododdziały niemieckie i chwytał jadących oficerów sztabu i kurierów. Przed południem pułk stanął w lesie na wschód od Poddębic.
Jeszcze przed południem dowództwo GO Kawalerii przeniosło się do Wartkowic. Gen. Grzmot-Skotnicki około 10.00 nakazał dowódcy 6 pułku ułanów  pozostawić do osłony Uniejowa jeden ze szwadronów, a z resztą sił przejść do Wartkowic. W południe, w trakcie przygotowania szwadronów do marszu, pod Uniejów podszedł od strony Popowa niemiecki 350 pułk piechoty, a artyleria nieprzyjaciela rozpoczęła ostrzeliwanie polskich stanowisk obronnych. Dowódca pułku poprosił dowódcę GO o zmianę rozkazu i zgodę na obronę Uniejowa siłami całego 6 pułku. Zgody takiej nie uzyskał i około 16.00 wyszło z miasta w kierunku Wartkowic gros sił 6 puł. Wykorzystał to nieprzyjaciel i bez większego wysiłku wyparł na wschód pozostawiony w Uniejowie 2 szwadron rtm. Staniszewskiego.
Wieczorem 10 września w Wartkowicach znalazło się zgrupowanie jednostek polskich w składzie: zbiorczy pułk Pomorskiej Brygady Kawalerii, 7 batalion strzelców i 6 pułk ułanów. Wystąpiły korzystne warunki do uderzenia w skrzydło i tyły nieprzyjaciela, na którego od frontu, od strony Łęczycy, nacierała 25 Dywizja Piechoty. Dowódca GO Kawalerii gen. Grzmot-Skotnicki szansy tej nie zauważył, a na dzień następny nakazał przygotować natarcie zbiorczemu pułkowi Pomorskiej BK. W celu przygotowania dogodnych podstaw do tego działania, przed wieczorem zbiorczy pułk wzmocniony 1/11 dywizjonu artylerii konnej przeszedł do Parzęczewa i, po zajęciu bez walki miasta, pozostał w nim bezczynnie przez całą noc. Tylko 4 szwadron 8 pułku strzelców konnych rozpoznawał oś planowanego natarcia i w nocy spędził ubezpieczenia nieprzyjaciela w rejonie Bibianowa, po czym przeszedł do Rafałowa.

Bitwa nad Bzurą (11 września)

W nocy z 10 na 11 września w ślad za pułkiem Pomorskiej BK przybyło do Parzęczewa dowództwo GO Kawalerii, które wydało zarządzenia przygotowawcze do działań na dzień następny kolejnym oddziałom:
- Podolskiej BK polecono skupić pułki w rejonie Ignacew Parzęczewski (6 puł) – las na wschód od Poddębic (9. i 14 puł).
- 7 batalionowi strzelców z 4/11 dak powierzono obronę rejonu Wartkowice – Gostków, w celu zamknięcia dróg prowadzących z Uniejowa na Łęczycę i Parzęczew.